# Eirik Valheim
Eirik Valheim (Stavanger, 15 luglio 1991) è un tuffatore norvegese.

## Biografia
Ha un gemello di nome Espen Valheim, anche lui tuffatore.
Ha partecipato ai campionati mondiali di nuoto di Shanghai 2011 giungendo ventiquattresimo nel concorso del trampolino 3 metri, trentacinquesimo nel trampolino 1 metro e undicesimo nel trampolino 3 metri sincro, in coppia con il gemello Espen Valheim.